# Farol de Moncloa
O Farol de Moncloa (Faro de Moncloa em espanhol) é uma torre com 100 metros de altura que serve de torre de transmissão e de observatório. Fica na Plaza de Moncloa, em Madrid. Foi desenhada pelo arquiteto Salvador Pérez Arroyo e construída em 1992.